# Imbabura Sporting Club
L'Imbabura Sporting Club è una società calcistica ecuadoriana con sede a Ibarra. Competono in Serie B, la seconda divisione del campionato ecuadoriano di calcio.

## Palmarès

### Competizioni nazionali
- Serie B: 1

2006 E2
- Segunda Categoría: 1

1995

### Altri piazzamenti
- Serie B:

Secondo posto: 2010